# La Civiltà Cattolica
La Civiltà Cattolica  (La Civilización Católica) es una revista católica italiana de la Compañía de Jesús, fundada en 1850 en Nápoles.

## Historia
La revista fue fundada en Nápoles por un grupo de jesuitas, quienes querían defender la «civilización católica» (civiltà cattolica) de las amenazas de aquellos que percibían como enemigos de la Iglesia, liberales y francmasones, en el contexto de la Unificación de Italia. Su primer director fue Carlo Maria Curci. El primer número data del 6 de abril de 1850. Está escrita en italiano, como lo quería Curci, y no en latín, como lo habrían deseado los superiores de la Compañía de Jesús.
El padre Curci obtiene el apoyo del papa Pío IX, que quiere disponer de una herramienta moderna para la defensa del pensamiento católico, y el del cardenal Giacomo Antonelli. En contraste, el general de los jesuitas, el padre Jan Roothaan, es reticente, temiendo el compromiso de la Compañía en el ámbito político.
De hecho, la Civiltà Cattolica se caracteriza por un tono polémico y combativo. 
Debido a la censura de la policía napolitana del reino de las Dos Sicilias, es transferida a Roma en 1850, y apareciendo cada vez más como el intérprete fiel de las ideas y directivas de la Santa Sede.
Toma parte activa en los debates que agitan a Italia y a la Iglesia durante la segunda mitad del siglo XIX: juega un rol importante en la elaboración del Syllabus, publicado en 1864 por el papa Pío IX junto con la encíclica Quanta Cura, así como en el Concilio Vaticano I (1869-1870). Promovió también el renacimiento de la filosofía tomista, lográndose por completo durante el pontificado de León XIII (1878-1903).
A partir de entonces, la revista sigue a la vanguardia en la escena política italiana, dominada por las consecuencias de la unificación de Italia, particularmente la cuestión romana. Se opone a los partidarios del liberalismo político, e inicia la polémica contra el modernismo.
Fue durante décadas la más abiertamente antisemita y una de las revistas católicas más influyentes de todo el mundo. Publicaba propaganda antijudía mucho antes de que Italia se tornara fascista y su política no se mostró afectada por la actitud anticristiana de los nazis.
Uno de los redactores de la publicación fue el escritor y periodista Antonio Bresciani.